# Thorsten Puschmann

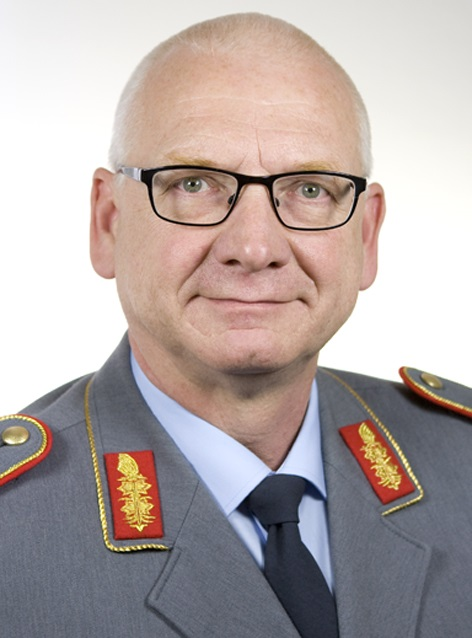
Thorsten Puschmann (2017)

Thorsten Puschmann (* 14. Juni 1962) ist Generalmajor des Heeres der Bundeswehr und seit dem 2. Januar 2022 Militärischer Vizepräsident des Bundesamtes für Ausrüstung, Informationstechnik und Nutzung der Bundeswehr in Koblenz.

## Militärische Laufbahn

### Ausbildung und erste Verwendungen
Puschmann trat 1982 als Rekrut beim Instandsetzungsbataillon 11 in Delmenhorst in die Bundeswehr ein. Von 1982 bis 1984 absolvierte er die Ausbildung zum Offizier der Instandsetzungstruppe. Nach dem Studium an der Universität der Bundeswehr Hamburg folgten von 1988 bis 1992 Verwendungen als Zugführer, Instandsetzungsoffizier und Kompaniechef beim Instandsetzungsbataillon 11 in Delmenhorst und Varel. Hiernach wurde er nach Aachen an die Technische Schule des Heeres und Fachschule des Heeres für Technik nach Aachen versetzt, wo er von 1992 bis 1996 als Hörsaalleiter in der Offizierausbildung und als Stabsoffizier S3 eingesetzt wurde. Im Anschluss absolvierte Puschmann von 1996 bis 1998 den 39. Generalstabslehrgang des Heeres an der Führungsakademie der Bundeswehr in Hamburg, wo er zum Offizier im Generalstabsdienst ausgebildet wurde.

### Dienst als Stabsoffizier
Nach Abschluss des Generalstabslehrgangs wurde Puschmann von 1998 bis 2001 als Stabsoffizier G3/Sekretär Konsilium und als Leiter Controlling an der Führungsakademie der Bundeswehr in Hamburg weiterverwendet. Anschließend schloss sich von 2001 bis 2003 die erste ministerielle Referententätigkeit im IT-Stab des Bundesministeriums der Verteidigung in Bonn an. Es folgte von 2003 bis 2008 eine Verwendung als Referent im Büro von Staatssekretär Peter Eickenboom im Bundesministerium der Verteidigung in Berlin. Von 2008 bis 2009 wurde Puschmann als Account Manager in der BWI Informationstechnik GmbH eingesetzt. Anschließend folgte von 2009 bis 2012 die Verwendung als Referatsleiter M II/IT 1 in der Abteilung Modernisierung des Bundesministeriums der Verteidigung in Bonn. In dieser Zeit leitete Puschmann die „Ad-hoc Arbeitsgruppe zur Verbesserung der Ausrüstung in Afghanistan“. Von 2012 bis 2014 führte Puschmann das ministerielle Referat SE III 2 „Ausrüstung im Einsatz“ im Bundesministerium der Verteidigung in Berlin. Von 2014 bis 2017 schloss sich eine weitere Referatsleiterverwendung des Referates 221 „Rüstung, Wehrverwaltung“ im Bundeskanzleramt in Berlin an.

### Dienst als General
Zum 1. Februar 2017 wurde Puschmann, als Nachfolger von Brigadegeneral Erich Könen, Abteilungsleiter Kampf im Bundesamt für Ausrüstung, Informationstechnik und Nutzung der Bundeswehr in Koblenz. Auf diesem Dienstposten wurde Puschmann im April 2017 zum Brigadegeneral befördert. Am 1. Oktober 2019 wurde Puschmann die Aufgabe des Projektleiters der Arbeitsgruppe zur Umsetzung der Ergebnisse der Untersuchung der Beschaffungs- und Nutzungsorganisation der Bundeswehr im Bundesministerium der Verteidigung übertragen. Seit dem 2. Januar 2022 ist Puschmann, als Nachfolger von Generalmajor Gert Nultsch, Militärischer Vizepräsident des Bundesamtes für Ausrüstung, Informationstechnik und Nutzung der Bundeswehr in Koblenz. Hier erfolgte auch die Beförderung zum Generalmajor.

## Privates
Puschmann ist verheiratet und hat zwei Töchter.